# Cryptoheros sp. Honduras
Espèce
Cryptoheros sp. Honduras ou Cryptoheros sp. "Honduran red point", est une espèce de poissons de la famille des cichlidae et de l'ordre des Cichliformes.

## Vernaculaire, synonyme
Archocentrus sp. "HRP", Archocentrus sp. "Honduran Blue".

## Répartition
C. sp. Honduras est une espèce endémique du Honduras en Amérique centrale.

## Reproduction
Cette espèce défend un territoire et la ponte a lieu sur le substrat. Principalement en aquarium ou le déplacement et l'exploration des jeunes est plus difficile, dans un environnement restreint.

## Comportement
Ce cichldae est territorial.

## Galerie

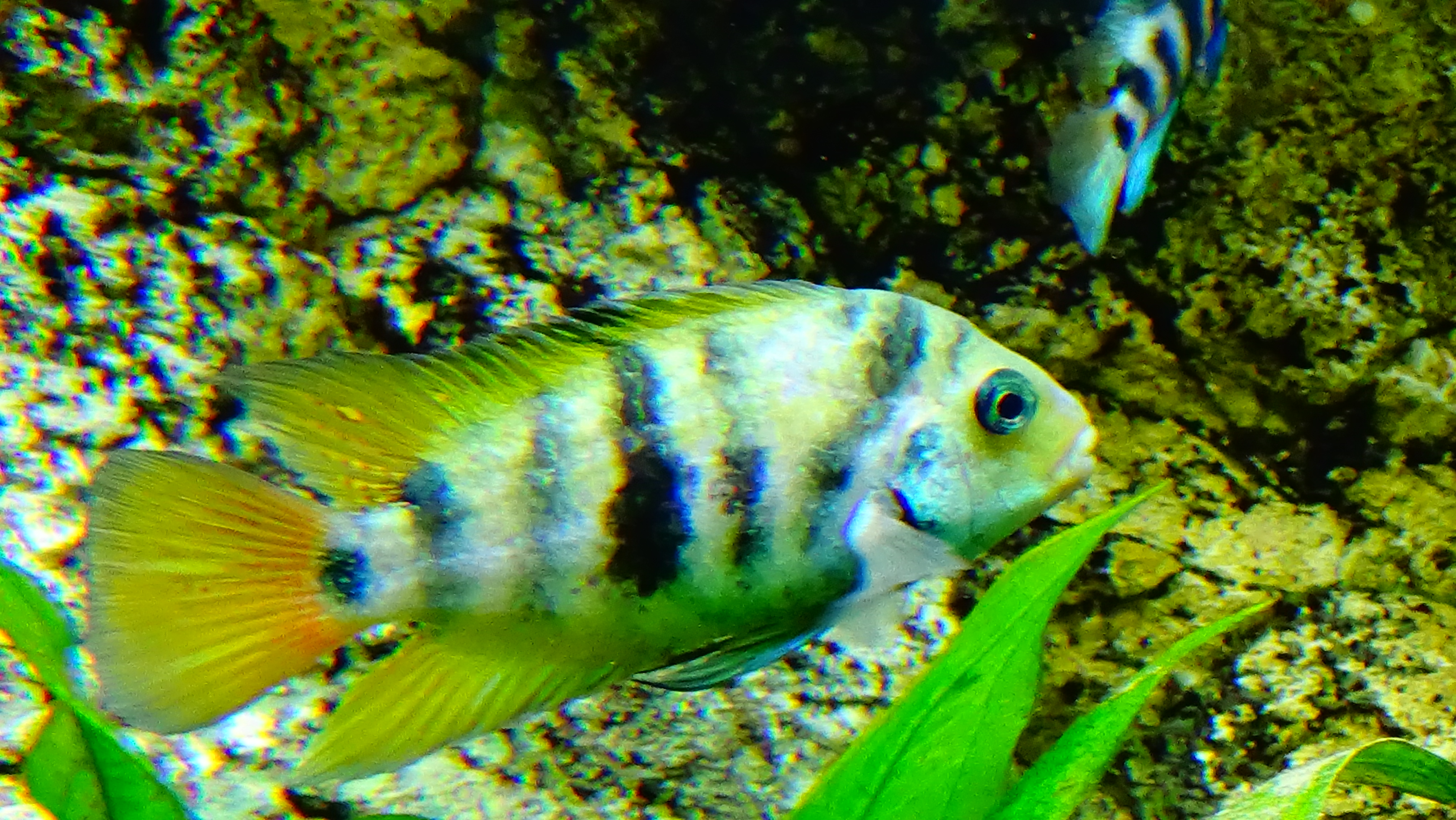
mâle
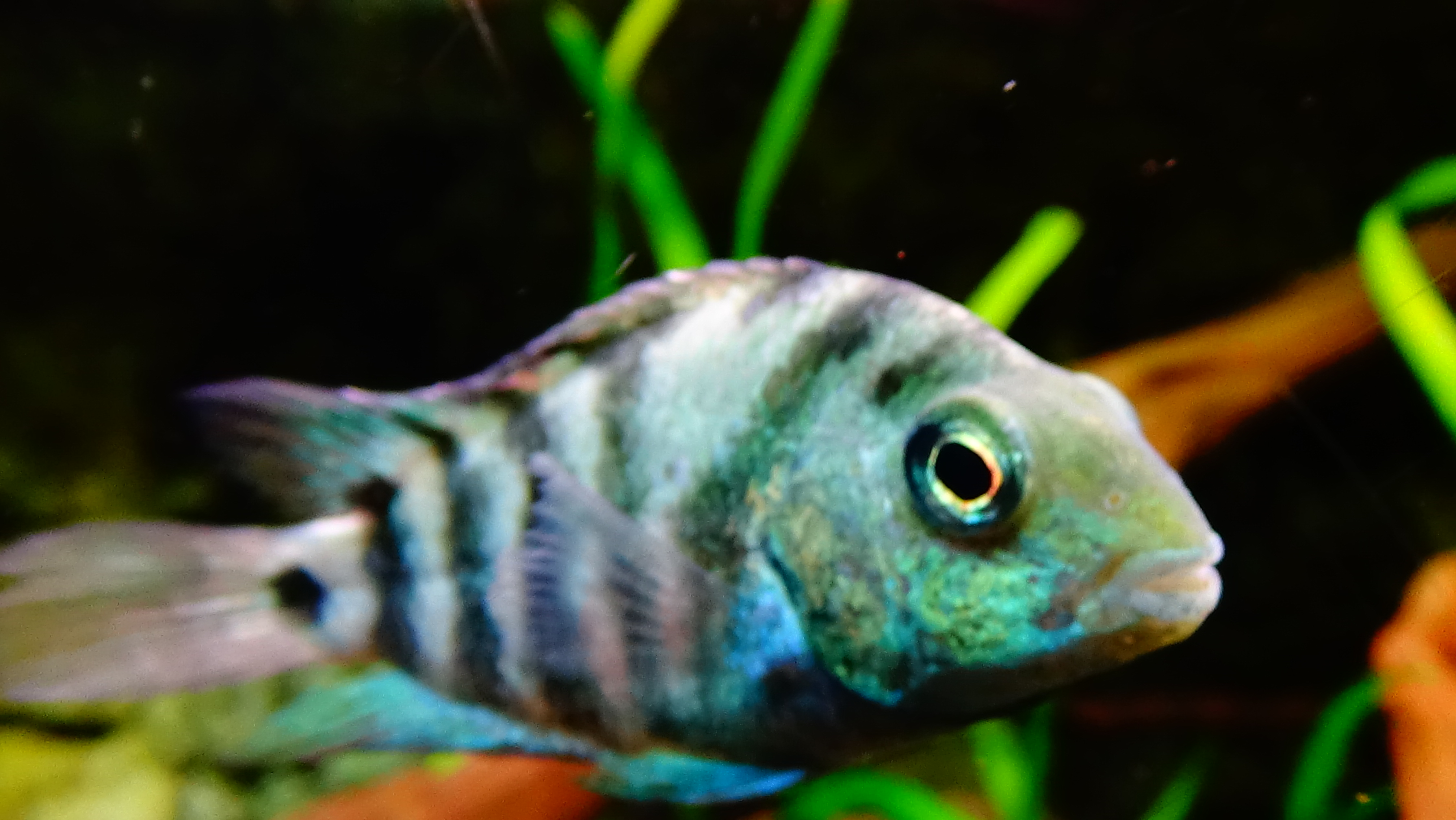
femelle
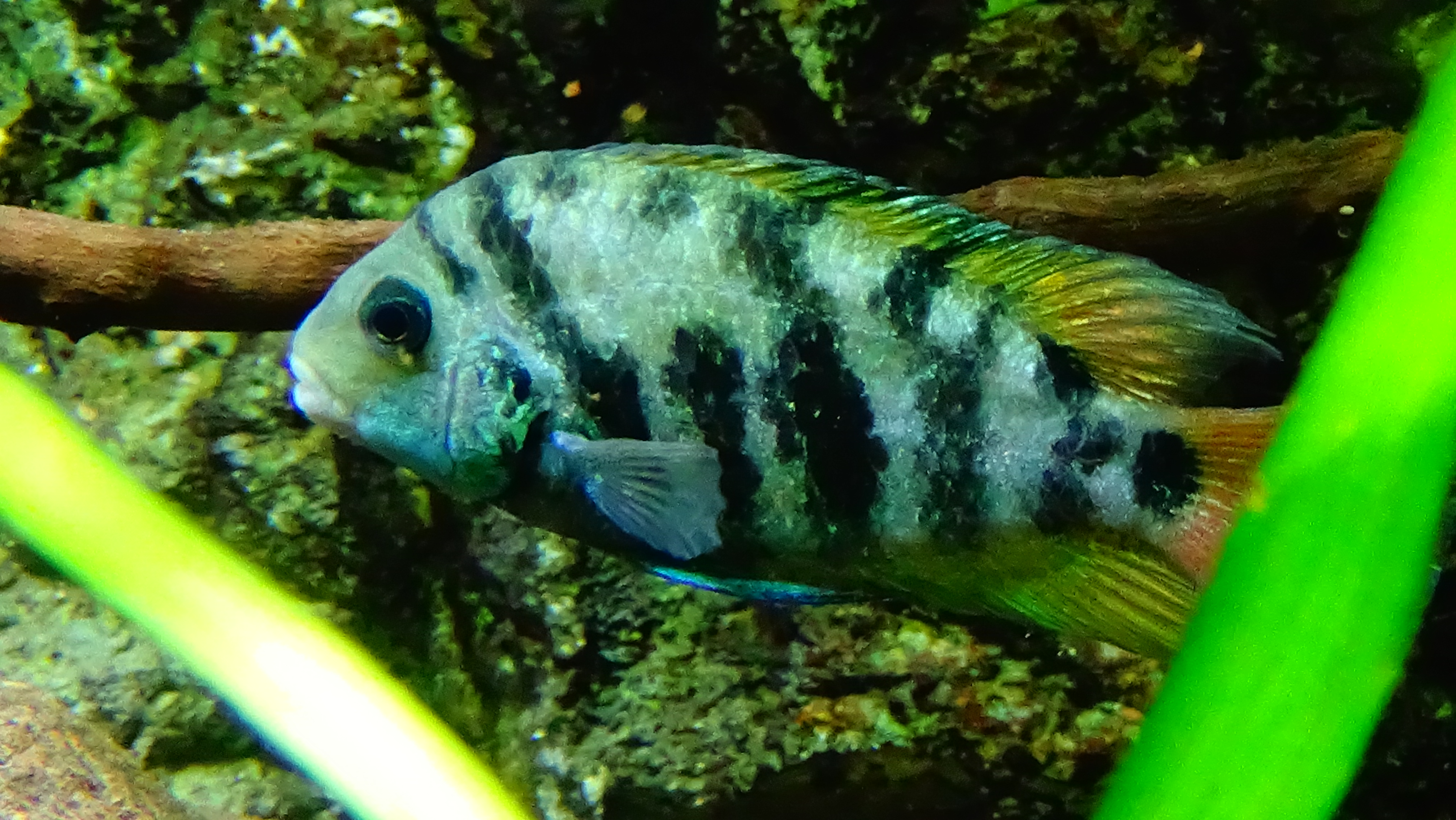
mâle
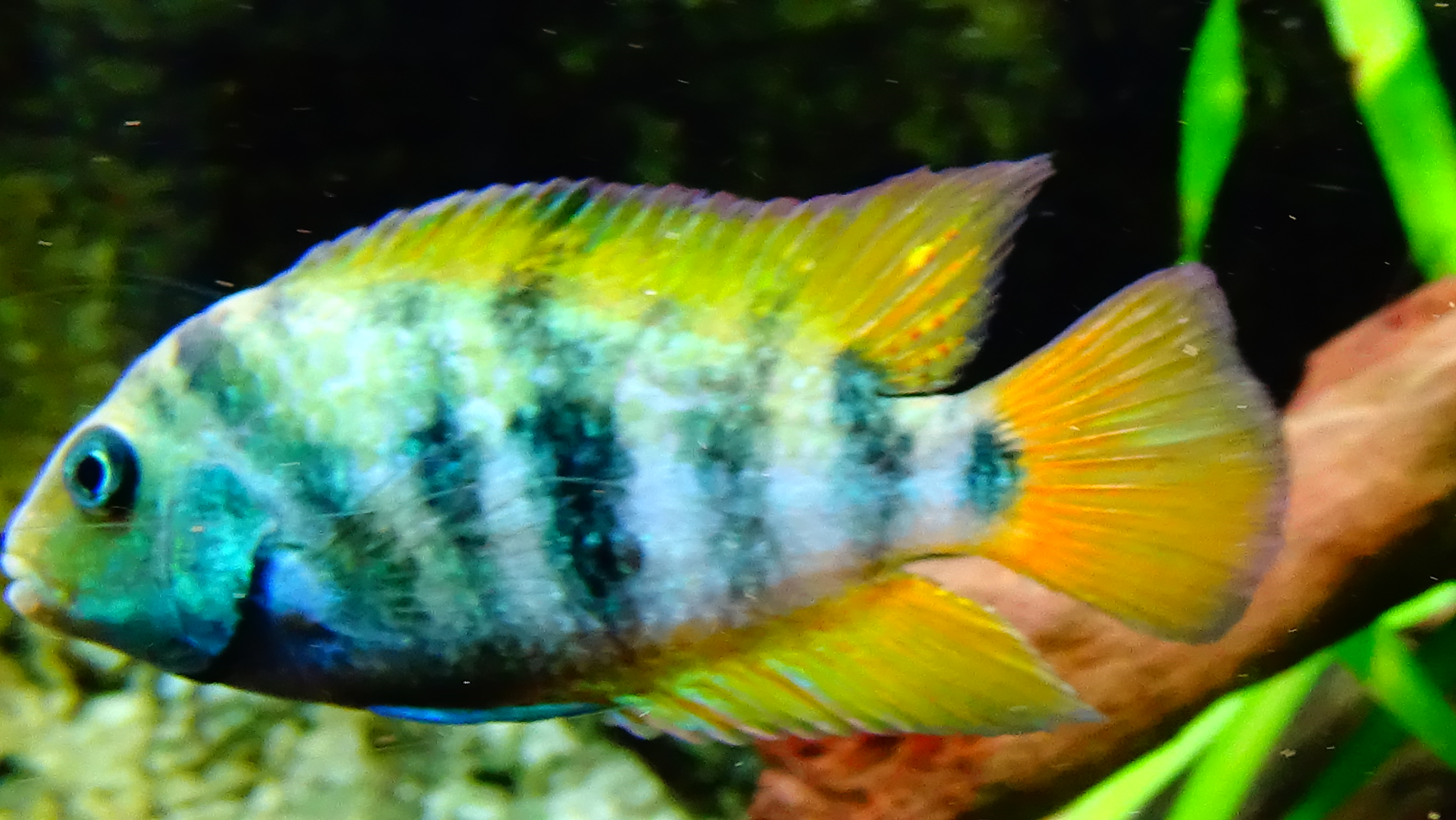
mâle